# 桂離宮

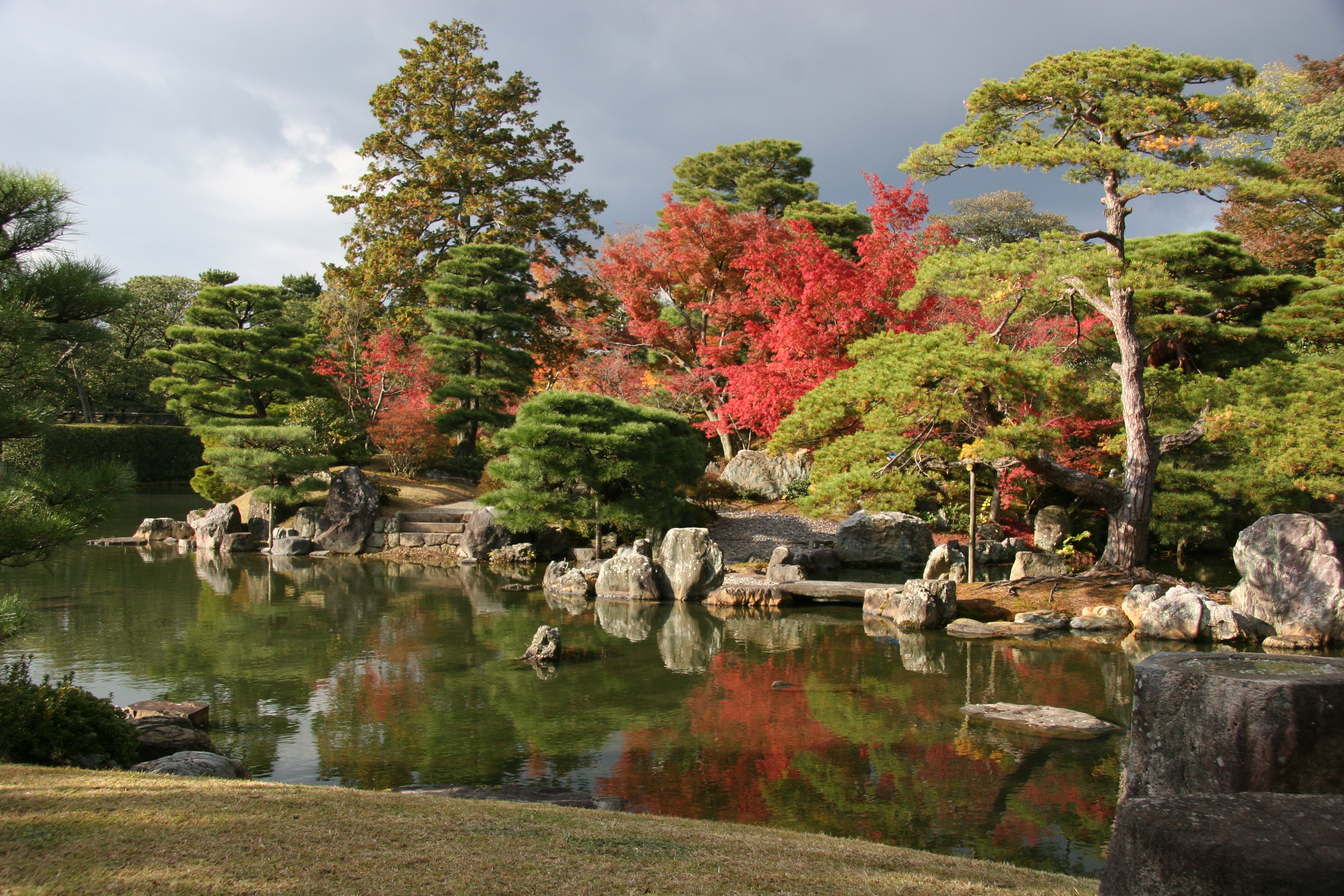
桂離宮庭園

桂離宮（日语：／ Katsura Rikyū */?），是日本京都府京都市西京區的一個離宮。建于江戶時代早期，面積約7萬平方米。桂離宮由宮內廳管理，參觀桂離宮要先向宮內廳京都事務所遞交申請才可以。建築物中的書院部分以書院造樣式為基調，並且融入了數寄屋風的建築風格。在庭園內配有茶屋。桂離宮自創建以來未發生火災，基本保留了修建當時的外觀。桂離宮被認為是日本庭院建筑的杰作，常被拿來與同時代建設的日光東照宮比較。

## 設施
- 御幸門
- 外腰掛
- 洲濱
- 松琴亭
- 賞花亭
- 園林堂
- 笑意軒
- 古書院、中書院、樂器間、新書院
- 月波樓
- 御輿寄

## 图廊

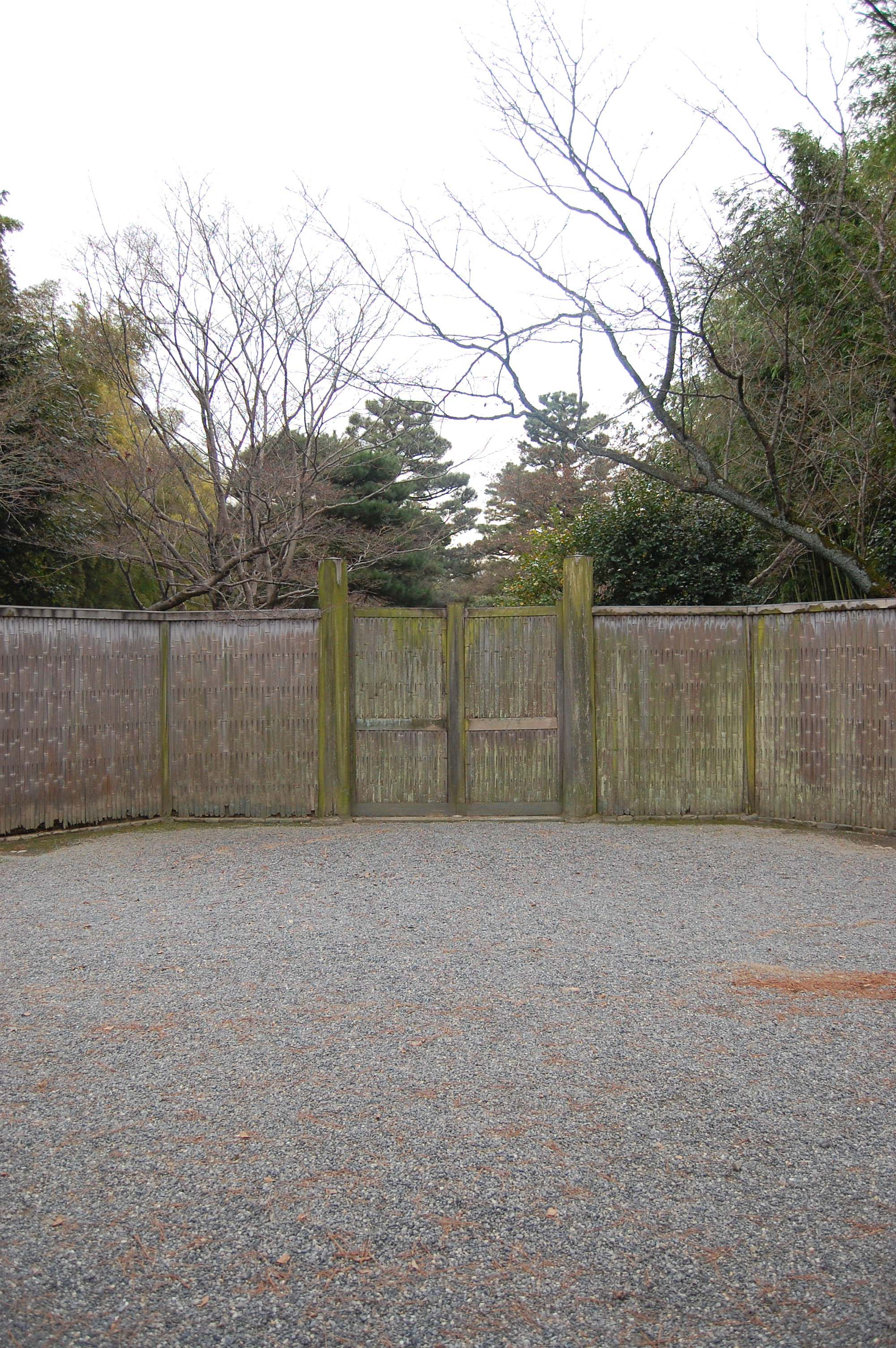
正門
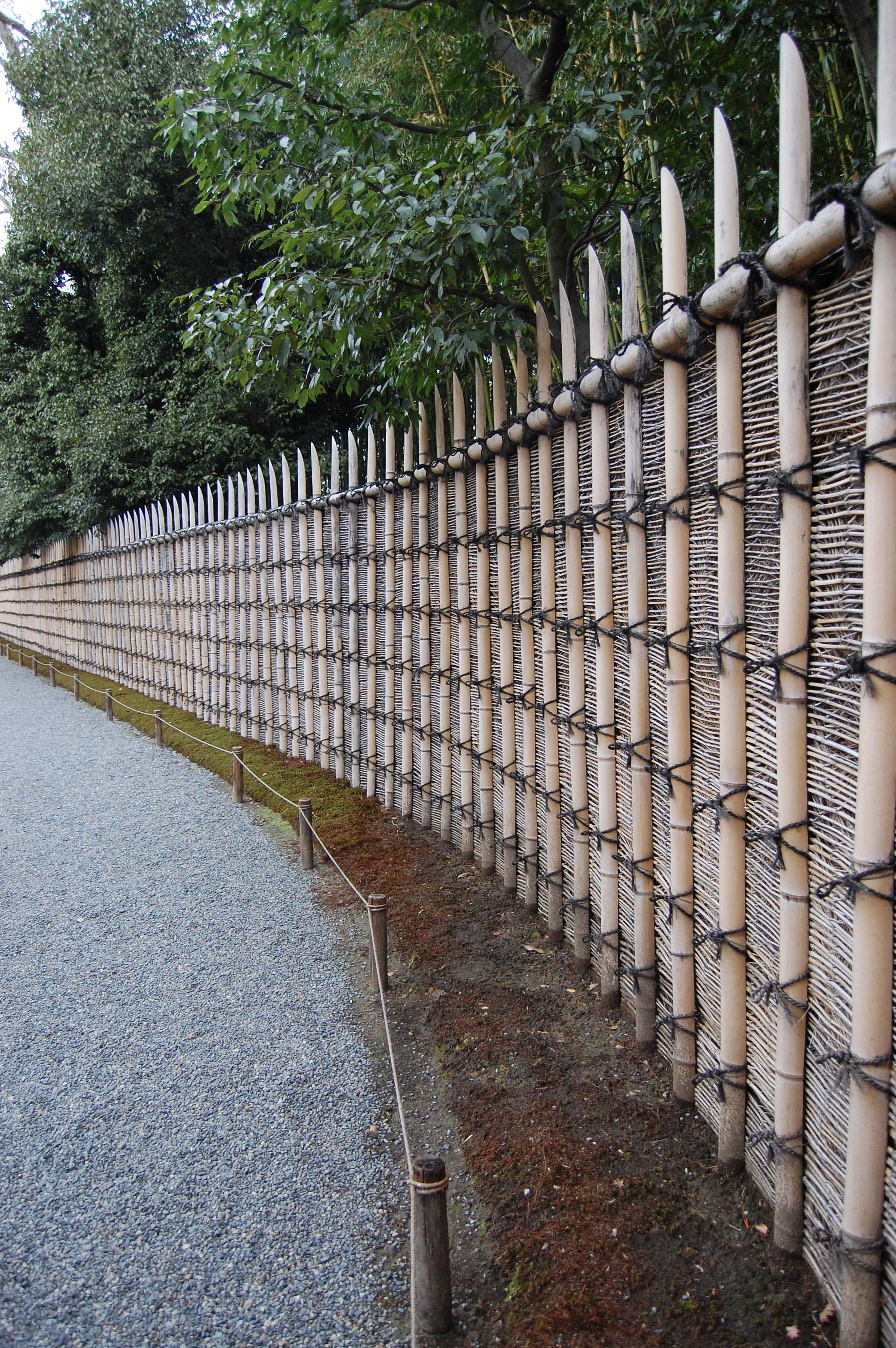
竹垣
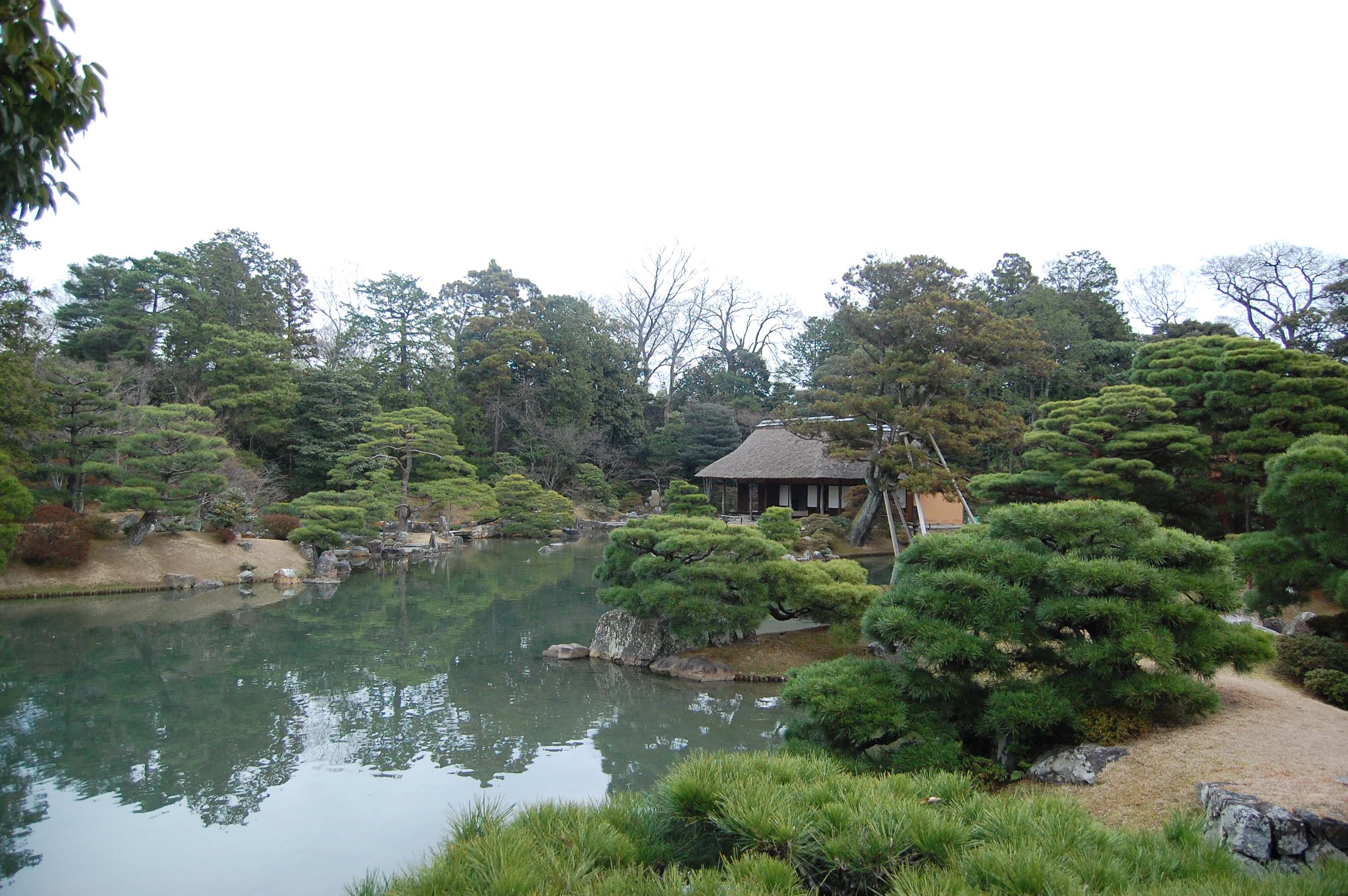
松琴亭
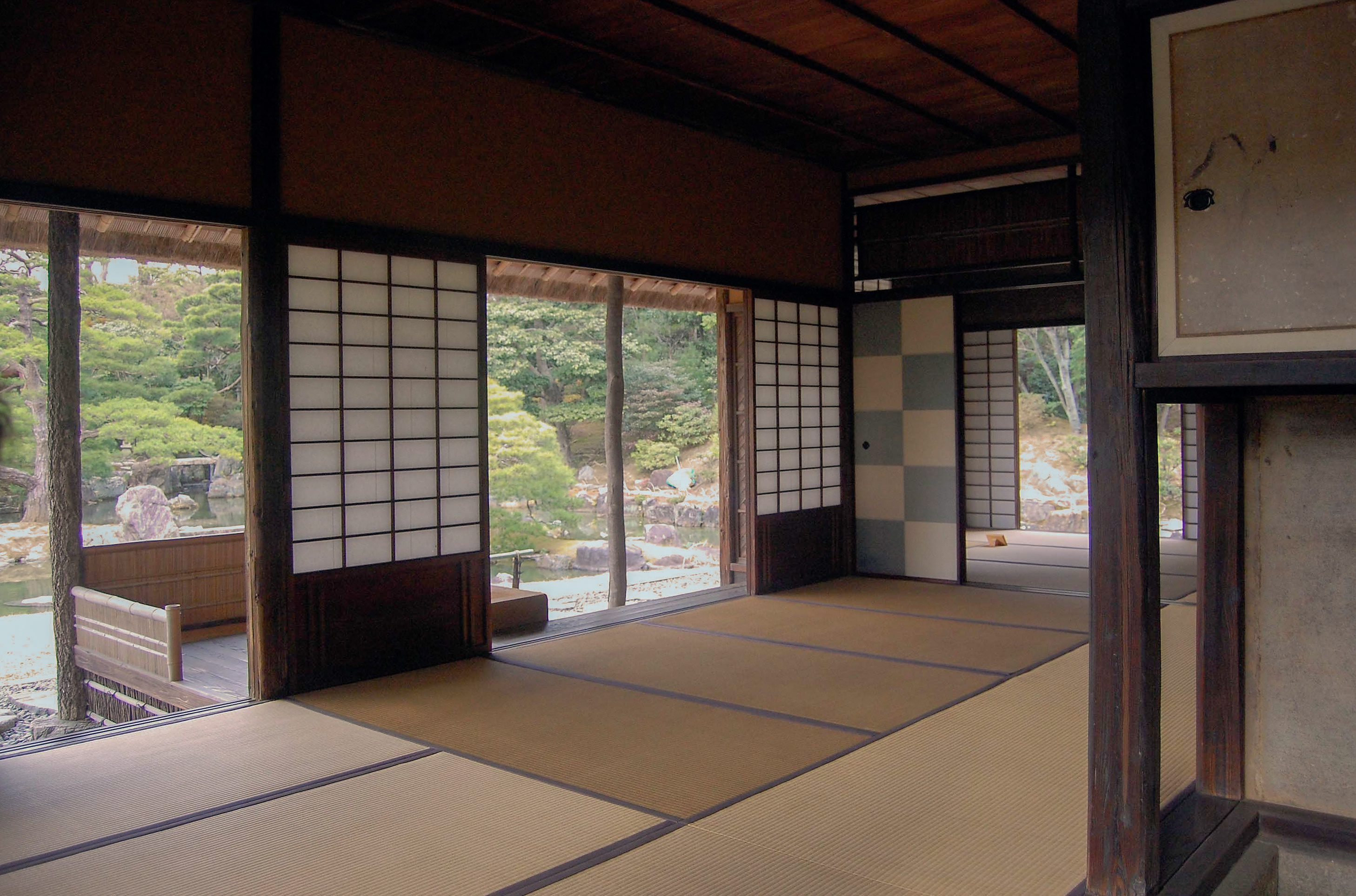
松琴亭内観察
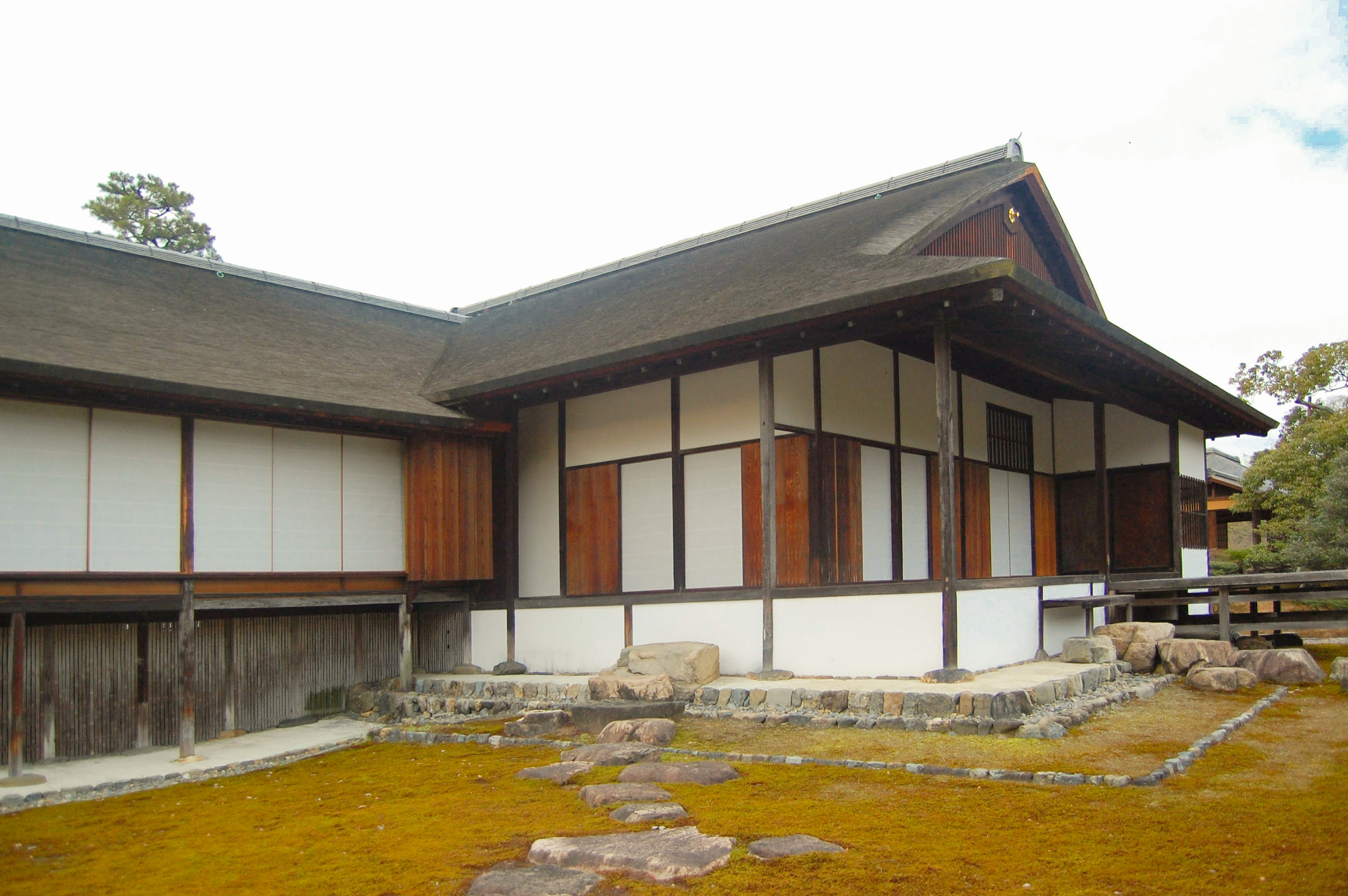
書院
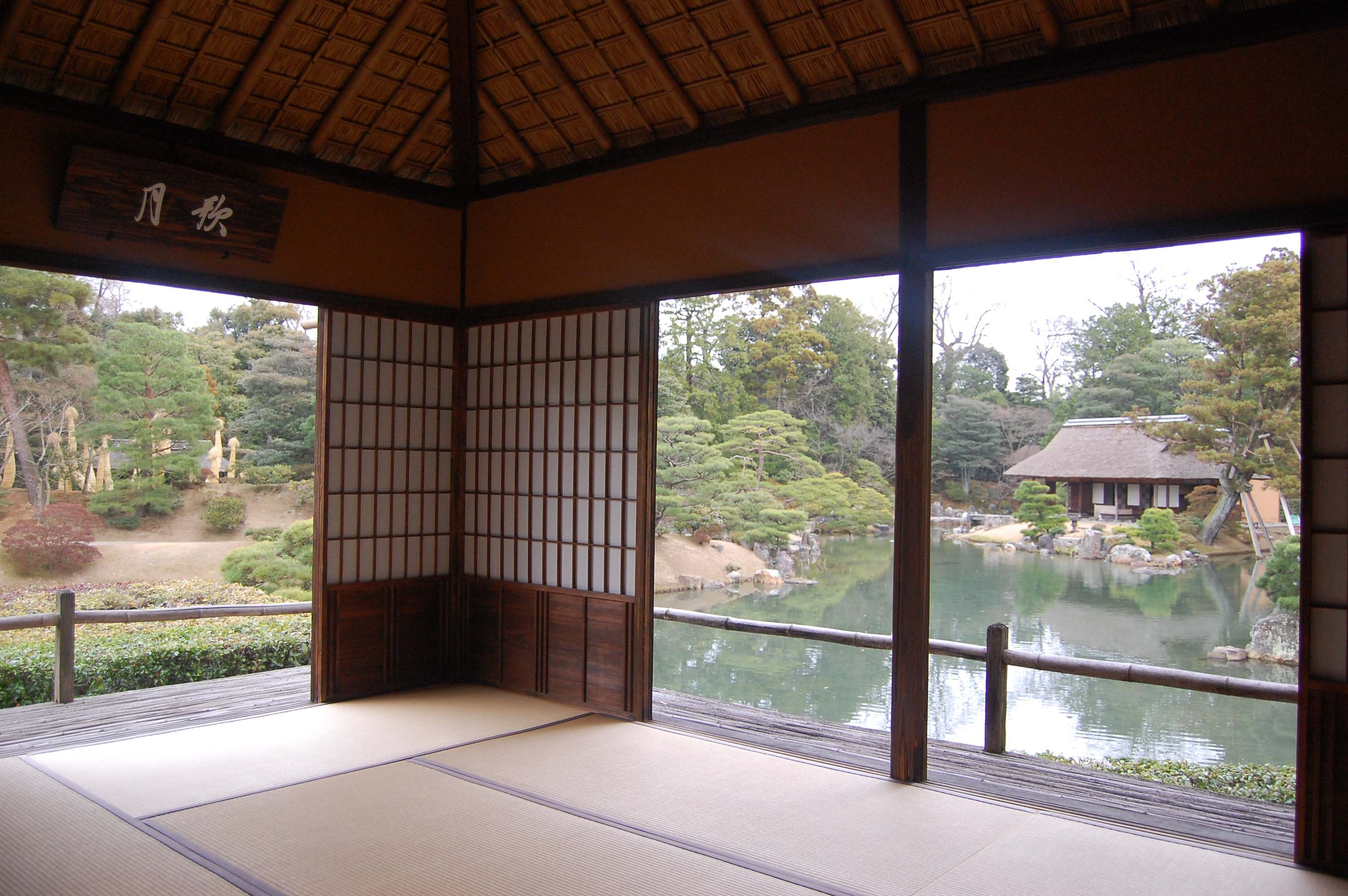
池
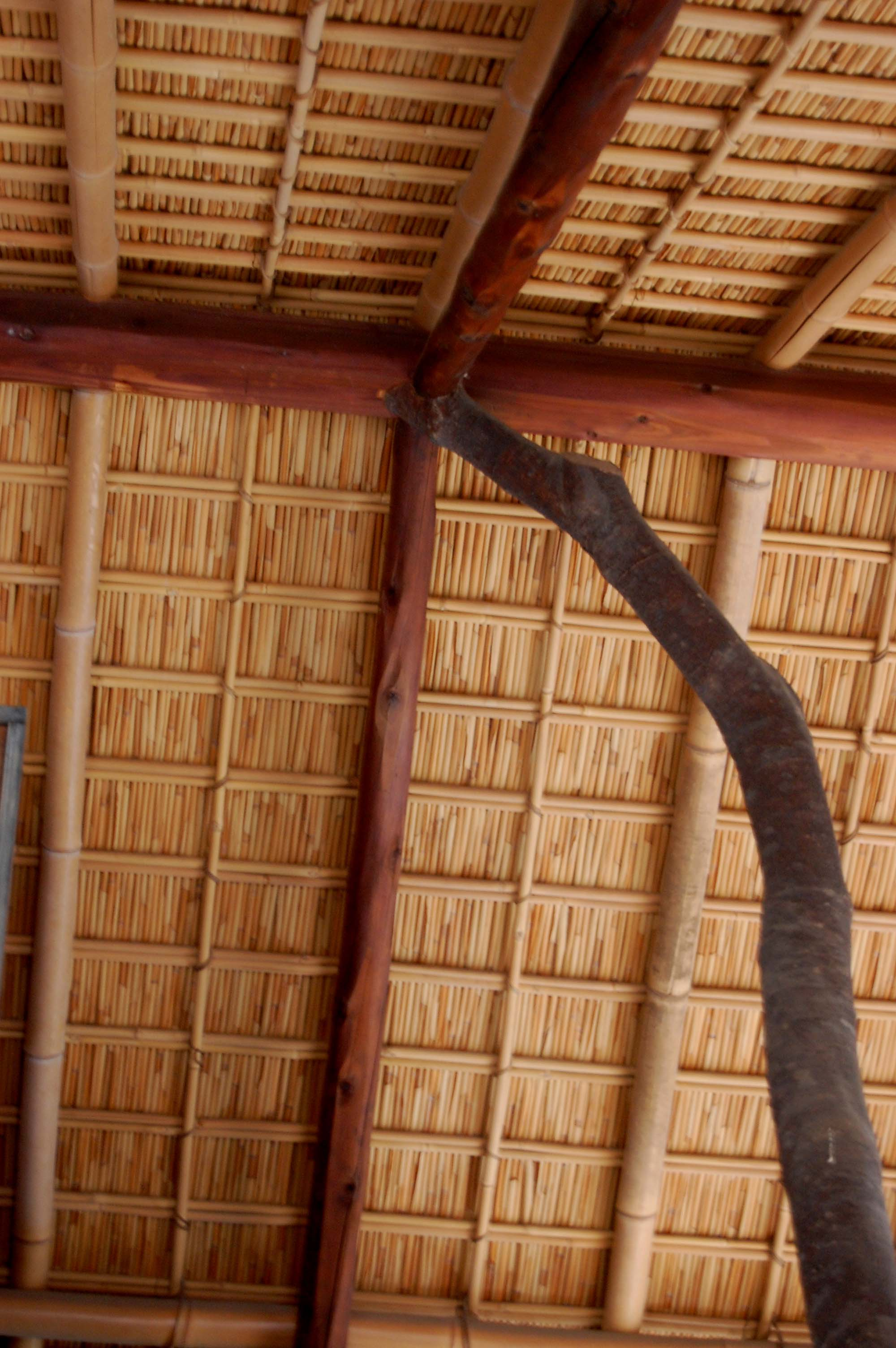
月波楼

## 關連項目
- 仙洞御所
- 修學院離宮

## 外部連結
- 宮內廳参観案內 （页面存档备份，存于）

34°59′2.4″N 135°42′34.4″E / 34.984000°N 135.709556°E